# Renosterberg Local Municipality
Renosterberg (englisch Renosterberg Local Municipality) ist eine Lokalgemeinde im Distrikt Pixley Ka Seme der südafrikanischen Provinz Nordkap. Der Sitz der Gemeindeverwaltung befindet sich in Petrusville. Bürgermeister ist Johannes Olifant.
Renosterberg kommt aus dem Afrikaans und bedeutet „Nashornberg“, der Name einer hier befindlichen Erhebung.

## Städte und Orte
- Petrusville
- Phillipstown
- Phillipsvale
- Vanderkloof

## Bevölkerung
Im Jahr 2011 hatte die Gemeinde 10.987 Einwohner. Davon waren 57,4 % Coloured, 32,9 % schwarz und 8,6 % weiß. Gesprochen wurde zu 71 % Afrikaans, zu 23,9 % isiXhosa und zu 1,5 % Englisch.